# 宮崎有妃
宮崎 有妃（みやざき ゆき、1979年2月2日 - ）は、日本の女子プロレスラー。愛知県安城市出身。

## 所属
- JWP女子プロレス（1994年 - 1995年）
- 吉本女子プロレスJd'（1998年 - 1999年）
- フリーランス（1999年 - 2000年）
- NEO女子プロレス（2000年 - 2010年）
- フリーランス（2015年 - 2019年）
- プロレスリングWAVE（2019年 - ）

## 経歴・戦歴
プロレスデビューは1995年1月8日、JWP女子プロレスの後楽園ホール大会での対久住智子（現・日向あずみ）戦であった。JWPは翌年の1996年に離脱し一旦プロレス界から離れたが、1998年に吉本女子プロレスJd'（後のJDスター女子プロレス）に「エチセラ」というリングネームで現役復帰した（その後本名に戻る）。1999年4月にJd'を離脱しメキシコ・AAAに参戦、帰国後はフリーランスとして活動していたが、2000年3月にNEO女子プロレスに入団した。
NEO女子プロレスでは、タニー・マウスとのタッグチーム『NEOマシンガンズ』を結成。
2010年10月29日、新木場での大日本プロレス・NEO女子プロレス合同興行で、伊東竜二と組み、葛西純、"黒天使"沼澤邪鬼の045邪猿気違'sと蛍光灯デスマッチで対戦した。
12月31日、NEO女子プロレス解散とともに引退。
2011年3月21日、DVD発売を記念してアイスリボン後楽園大会でタニー・田村欣子とともにサイン会を行う。
8月4日、バンビと須山浩継のイベント「バンビの塩辛ナイト4 〜佑天寺うらん先生のロマンチック教室リターンズ〜」にゲスト出演。
この頃に飲食店勤務の傍ら、２回だけライブ活動をした。
2015年7月20日、プロレスリングWAVE後楽園ホール大会対浜田文子戦で現役復帰。以降は通常勤務の都合、日曜及び店の休日のみの参戦となる。
2019年、飲食店を退職し、プロレスに専念する。
2022年1月1日、MarvelousとWAVE合同の新宿FACE大会で、W.W.W.D世界エリザベス王座を獲得し、第8代王者となる。デビューして初めて女子シングル王座を獲得した。
2022年2月にブリーフシスターズをハイビスカスみぃと結成。結成にあたり金村キンタロー氏に使用許可を得ている。
2022年4月15日『後楽園ホール60周年還暦祭』に6人タッグマッチで出場。
2023年12月24日、プロレスリングWAVEカルッツ川崎大会で、Regina di WAVE王座を獲得し、第21代王者となる。

## 得意技
- ムーンサルトプレス
- ムーンサルト・フット・スタンプ
- はずかし固め（恥ずかし固め）（2001年5月に初披露。元々は「花一輪」という名前だった）
- テキサスクローバーホールド
- 外道クラッチ
- インスタ映え

## タイトル歴
- 第23代全日本タッグ王座（パートナーはタニー・マウス）
- 初代JWP認定後楽園タッグ王座（パートナーは久住智子）
- 第178代、第184代、第187代、第189代、第191代、第196代、第205代、第210代、第220代、第670代、第672代、第674代、第677代、第681代、第688代アイアンマンヘビーメタル級王座
- 初代インターナショナルリボンタッグ王座（パートナーはタニー・マウス）
- 初代、第3代、第5代、第6代、第8代、第10代板橋グリーンホール認定タッグ王座（パートナーはタニー・マウス）
- 初代、第3代、第4代、第6代北沢タウンホール認定タッグ王座（パートナーはタニー・マウス）
- 第8代、第4代NEO認定タッグ王座（パートナーはタニー・マウス）
- 第17代、第21代、第23代、第29代、第38代WAVE認定タッグ王座（パートナーは桜花由美→野崎渚→旧姓・広田さくら→ハイビスカスみぃ→櫻井裕子）
- 第8代、第18代W.W.W.D世界エリザベス王座
- 第21代Regina di WAVE王座

## 入場テーマ曲
- Ni Tu Ni Nadie（FEY）
- Pretty Fly (For A White Guy)（OFFSPRING）